# Hisashi Owada
Hisashi Owada (小和田 恆, Owada Hisashi) (Shibata, Prefectura de Niigata, Japó, 18 de setembre de 1932) és un diplomàtic japonès i jutge del Tribunal Internacional de Justícia, exercint com a president seu en el període entre 2009 i 2012, i sent succeït en el càrrec per l'eslovac Peter Tomka.

## Biografia
Després d'obtenir la seva llicenciatura en arts de la Universitat de Tòquio en [1955], va assistir a la Universitat de Cambridge en el Regne Unit, on va obtenir una llicenciatura en Dret el 1956.
A la fi dels seus estudis, va tornar al Japó i va entrar de Relacions Exteriors del país de servei el 1955, servint en diversos càrrecs en el Ministeri d'Afers exteriors a Tòquio i les ambaixades del Japó a Rússia i els Estats Units. De 1976 a 1978, va exercir com a Secretari Privat de Takeo Fukuda, el Primer Ministre del Japó. Va exercir com a ambaixador del Japó a l'OCDE des de 1988 a 1989. Després va tornar al Ministeri de Relacions Exteriors, on va ocupar el càrrec de Viceministre el 1991 càrrec que va ocupar fins a 1993. De 1994 a 1998 va exercir com a ambaixador del Japó a la Nacions Unides, on es va exercir fins al seu nomenament al Tribunal Internacional de Justícia en 2003. Durant el seu mandat com a ambaixador davant l'ONU, va ser dos cops president del Consell de Seguretat de les Nacions Unides.
El jutge Hisashi Owada va ser elegit president del Tribunal Internacional de Justícia el 6 de febrer de 2009, el mateix dia que el jutge Peter Tomka va ser nomenat vicepresident del Tribunal Internacional de Justícia. Owada també serví com a president de l'Institut Japonès d'Afers Internacionals i assessor del Ministeri japonès d'Afers exteriors. En 2018 va anunciar que renunciava al seu càrrec de jutge de l'ICJ. Owada també serví com a assessor principal del president del Banc Mundial.

### Professor de Dret
A més de la seva carrera del Servei Exterior, Owada, també ha servit com a professor de dret durant tres dècades a la Universitat de Tòquio, Harvard Law School, New York University Law School, Columbia Law School, l'Acadèmia de la Haia de Dret Internacional, Universitat de Waseda, i de la Universitat de Cambridge. A més, és membre de la Junta de Directors de la Nuclear Threat Initiative. i de la Junta de Directors de la Fundació de les Nacions Unides. Ha rebut títols honorífics de Keiwa College, Banaras Hindu University, i la Universitat de Waseda. A més, és professor de Dret Internacional i l'organització de la Universitat de Waseda.

## Princesa Masako
El 1993, la seva filla gran, Masako Owada, diplomàtica, es va casar amb Naruhito, l'hereu al tron japonès.

## Casos en què ha participat
- Disputa de Pedra Branca
- Conflicte entre l'Argentina i l'Uruguai per plantes de cel·lulosa
- Cas del genocidi bosnià
- Immunitats jurisdiccionals de l'Estat